# Vasicekia
Vasicekia es un género de foraminífero bentónico de la subfamilia Paratikhinellinae, de la familia Paratikhinellidae, de la superfamilia Moravamminoidea, del suborden Fusulinina y del orden Fusulinida. Su especie tipo es Vasicekia moravica. Su rango cronoestratigráfico abarca el Givetiense (Devónico superior).

## Clasificación
Vasicekia incluye a las siguientes especies:
- Vasicekia moravica †
- Vasicekia obscura †